# Chur (postać biblijna)
Chur (hebr. חוּר) – postać biblijna z Księgi Wyjścia.
Podczas bitwy z Amalekitami pod Refidim w trakcie wędrówki Izraelitów do Ziemi Obiecanej wszedł wraz z Mojżeszem i Aaronem na szczyt wzgórza. Razem z Aaronem podtrzymywał ręce Mojżesza (Wj 17,8-12). Ponownie wspomniany podczas pobytu Mojżesza na górze Synaj, kiedy to pod jego nieobecność sprawował wraz z Aaronem przywództwo nad Izraelitami (Wj 24,14).
Według Józefa Flawiusza (Ant 3.2.4.) był mężem Miriam, zaś według tradycji rabinicznej – jej synem.
Imię Chura z plemienia Judy pojawia się także w genealogiach 1 Księgi Kronik (1Krn 2,50; 4,1; 4,4), nie wiadomo jednak czy chodzi o tę samą postać.